# The Miami Herald
The Miami Herald ist eine überregionale Tageszeitung, die in Miami (Florida) erscheint. 2024 Mitarbeiter in Nord- und Südamerika sind heute für die Zeitung tätig, die im Broadsheet-Format gehalten ist.
Der Seitenumfang beträgt durchschnittlich 88 Seiten (sonntags 212).

## Geschichte
Die Geschichte der Zeitung begann am 15. September 1903, als The Miami Evening Record erschien. Dieses Blatt war der Vorläufer der heutigen Zeitung. Seit 2006 gehört der Zeitungsverlag The Miami Herald Media Company zum Medienkonzern The McClatchy Company. 22 Mal wurde seit 1951 Journalisten der Zeitung der Pulitzer-Preis verliehen.
Die Schwesterzeitung El Nuevo Herald richtet sich an die große spanischsprachige Gemeinde in Miami und Umgebung.
2013 verließ die Belegschaft den das Stadtbild von Miami prägenden Verlagssitz und bezog ein neues Hauptquartier in der westlich gelegenen Nachbarstadt Doral. Nach einigen Diskussionen über die historische Bedeutung wurde das Gebäude abgerissen. Das Gelände steht bis heute leer (Stand Mai 2025).

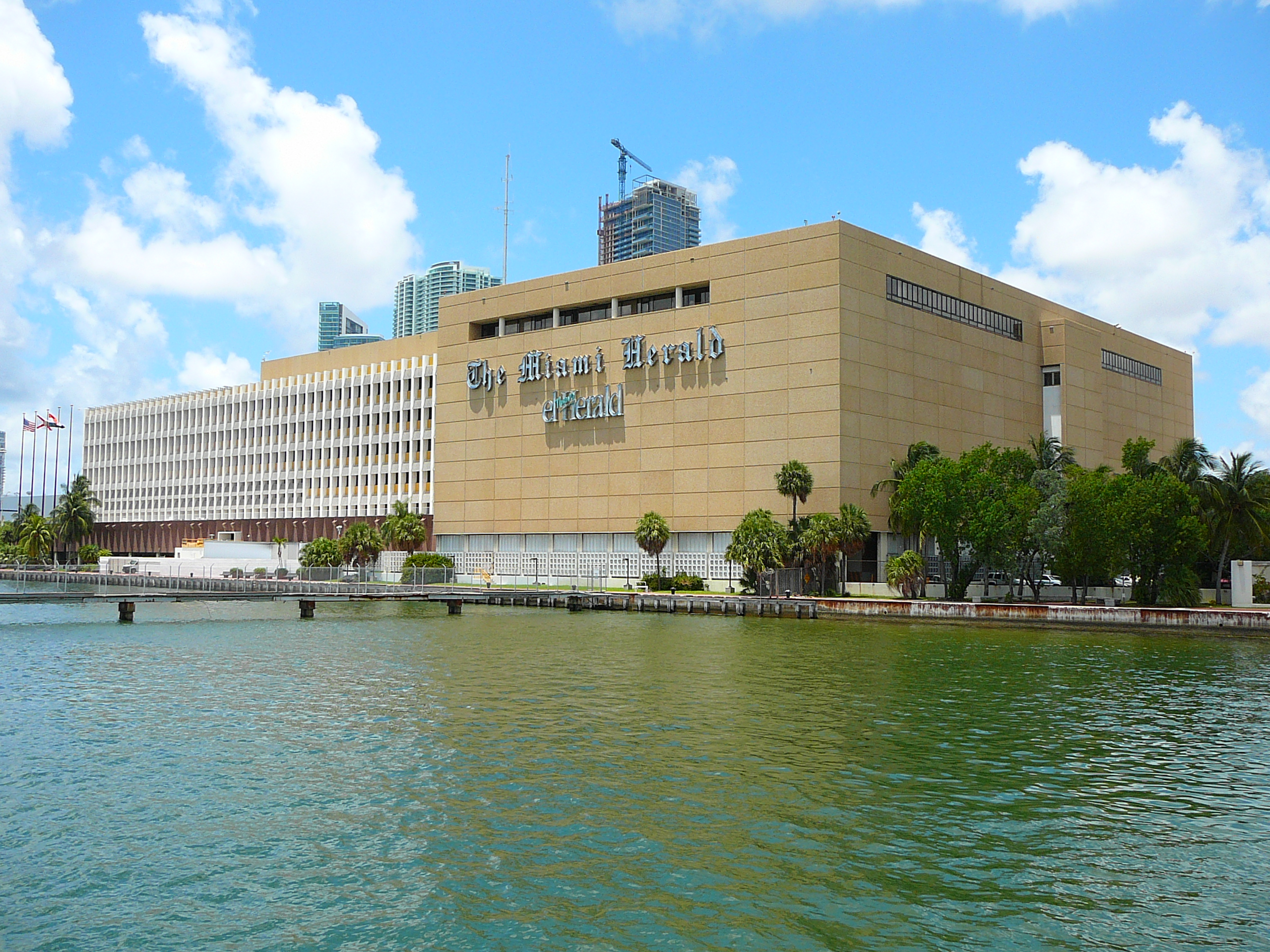
Verlagshaus (bis 2013) in der Nähe von Downtown Miami